# Angelo De Vico
Angelo De Vico (Penne, 7 marzo 1853 – 28 maggio 1932) è stato uno scultore italiano.

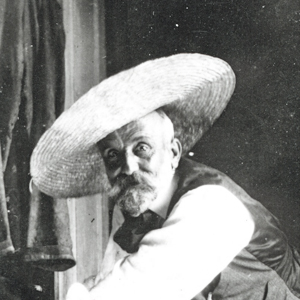
Angelo De Vico

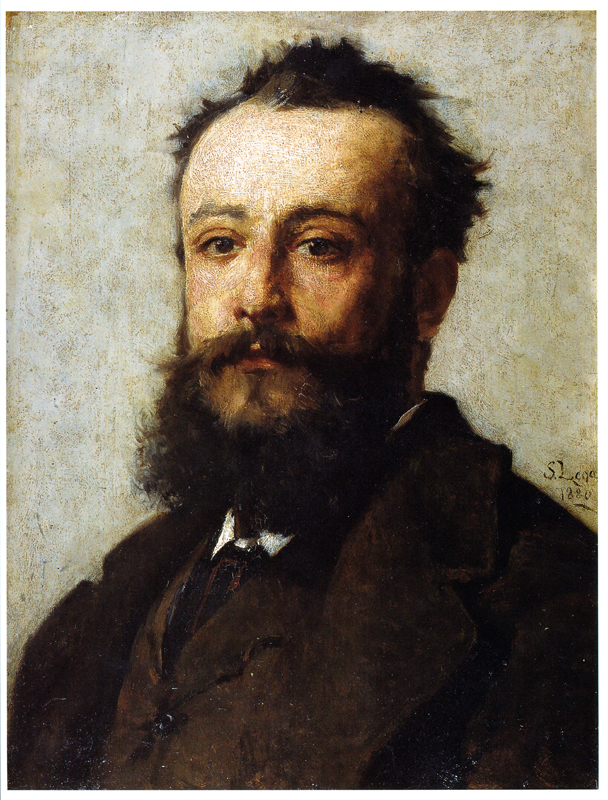
Silvestro Lega, ritratto di Angelo De Vico

Figlio di Marianna Colella e del medico Raffaele, studiò presso l'Accademia di belle arti di Firenze nel 1870, frequentò la "Scuola libera del nudo" e gli studi di Giovanni Duprè, Vincenzo Consani ed Augusto Rivalta. Entrò presto in contatto con l'ambiente dei Macchiaioli e strinse amicizia con Silvestro Lega.
Sposò Emma Bartolini, dalla quale ebbe due figli, Raffaele e Mariannina, e fu professore di modellazione in creta nel 1887 a Fermo; dal 1888 al 1896 a Penne. Successivamente si spostò ad Asti fino al 1901, continuando l'esercizio della professione. Fece ritorno a Penne e fu professore di plastica negli anni 1914 e 1915.
Morì il 28 maggio 1932 all'età di 79 anni.

## Opere
La maggior parte delle sue opere si trova tuttora in Penne; di quelle collocate presso altri luoghi si conosce l'altare di San Donato, (1893) in cotto, nella chiesa parrocchiale di San Nicola di Castiglione Messer Raimondo; il busto del suocero, scienziato e patriota Luigi Colella (1904) in Città Sant'Angelo; la formella in bronzo di Giovan Battista Polacchi, attualmente presso il Museo delle Genti d'Abruzzo di Pescara; il tondo Quintino Guanciali, in gesso patinato tipo bronzo presso privato a Pescara, e il bozzetto La Liberazione, di ubicazione ignota. Tale bozzetto, ideato come monumento ai Martiri Pennesi, fu presentato nel 1909, ma non fu accettato.
Tra le opere in Penne sono da menzionare i vari busti in onore di alcuni personaggi storici e religiosi, tra i quali: Luca da Penne (1887), oggi presso l'omonimo liceo scientifico; (con copia in bronzo di dimensioni ridotte del 1864 nella piazza omonima) Garibaldi, sempre nel suddetto liceo; (con copia presso il Comune di Penne) S. Rocco, presso la parrocchia di S. Panfilo; Mario de' Fiori, presso collezione privata. La Società Operai di Penne ospita il busto dedicato a Diego Aliprandi e la targa in bronzo a ricordo dei soci caduti durante la Grande Guerra 1915-1918. Tra le altre opere pennesi, un crocefisso in bronzo, copia da Donatello, nella tomba già di famiglia; sempre nel medesimo cimitero sono presenti i marmi e i bronzi della Cappella Polacchi, eseguiti tra il 1915 e il 1916. La suddetta cappella è su progetto del figlio Raffaele De Vico. 
L'opera Prime prove di equitazione, esposta a Torino nel 1881, fu oggetto di un sonetto di Giosuè Carducci.

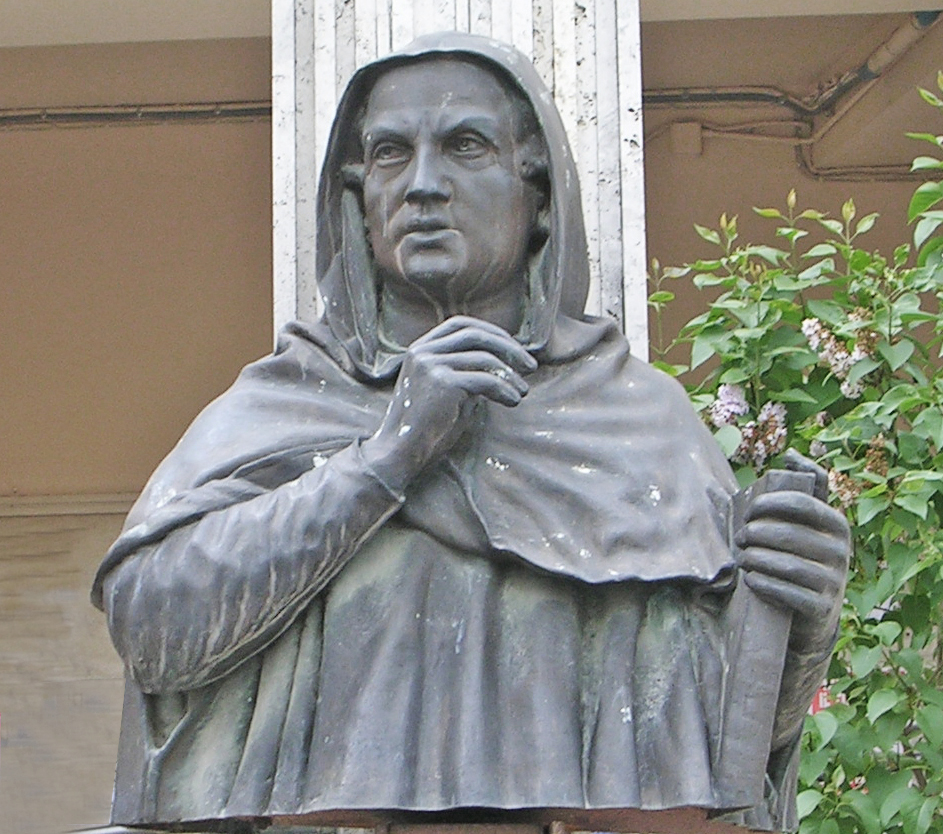
Angelo De Vico, Busto di Luca da Penne
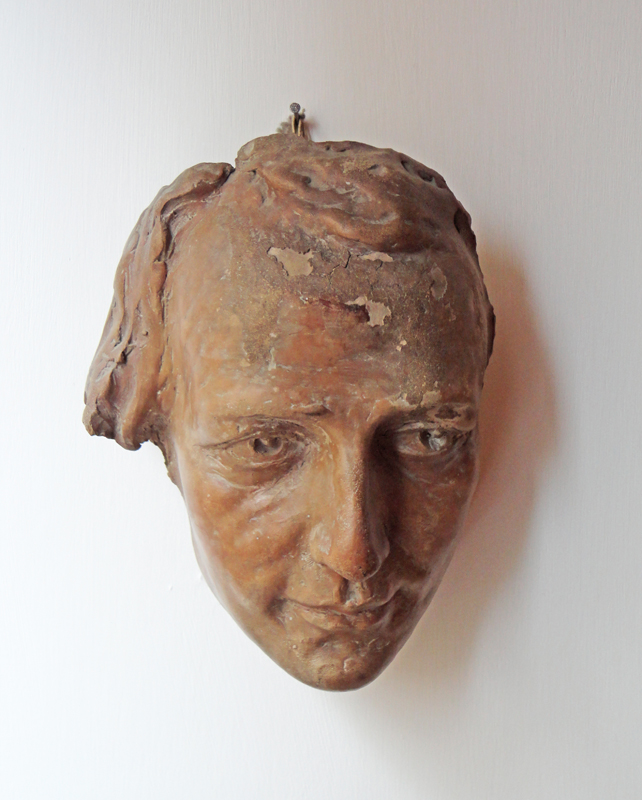
Angelo De Vico, Ritratto di Mario de' Fiori
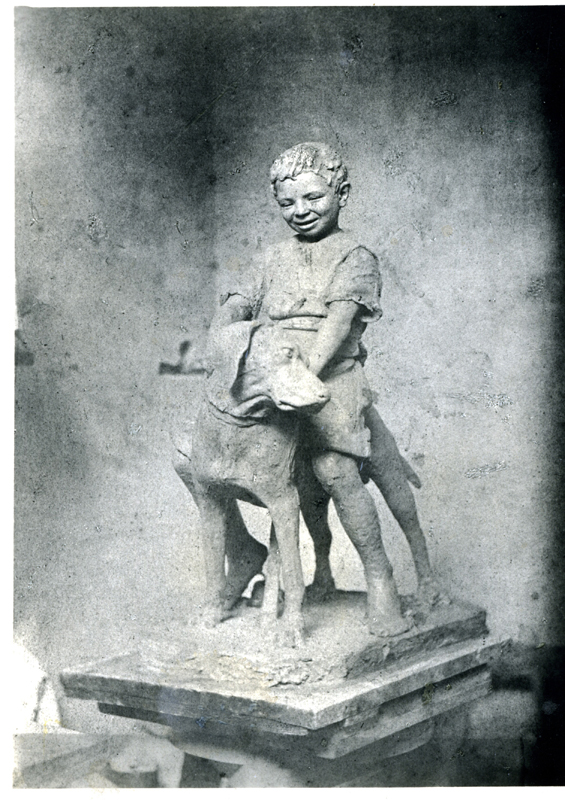
Angelo De Vico, Prime prove di equitazione